# Charleroi Volley
Maillots
La Charleroi Volley est un club de volley-ball féminin belge fondé en 1982 et basé à Charleroi évoluant pour la saison 2019-2020 en Ligue A Dames.

## Historique
- Le club est créé dans les années 1970
- Au terme de la saison 1988-89, le club accède au plus haut niveau

## Palmarès
- Championnat de Belgique (2)
  - Vainqueur : 2006, 2009[2].
  - Finaliste : 1995, 2005, 2014, 2015[3]
- Coupe de Belgique (2)
  - Vainqueur : 1995, 2012[2]
  - Finaliste : 1993, 2006.
- Supercoupe de Belgique
  - Finaliste : 2009, 2010, 2012.

## Logo

Évolution du logo
Logo du Dauphines Charleroi
Logo de la Charleroi Volley
Logo de la Mondal Charleroi Volley

## Effectifs

### Saison 2020-2021
| No                          | Nom                         | Date de naissance           | Taille                         | Poids                          | Poste                          |
| --------------------------- | --------------------------- | --------------------------- | ------------------------------ | ------------------------------ | ------------------------------ |
| 2                           | Cassandra Legat             | 1er janvier 2005            | 158                            |                                | Libero                         |
| 3                           | Anastasija Zečević          | 1er janvier 2004            | 185                            |                                | Centrale                       |
| 4                           | Marine Hannaert             | 29 juillet 1996             | 176                            | 61                             | Libero                         |
| 7                           | Lise De Valkeneer           | 16 janvier 1990             | 184                            | 75                             | Réceptionneuse-attaquante      |
| 8                           | Oriane Moulin               | 18 février 2000             | 181                            | 63                             | Passeuse                       |
| 9                           | Eva Rutarová                | 14 septembre 1989           | 199                            | 90                             | Centrale                       |
| 11                          | Camille Hannaert            | 5 juin 2001                 | 174                            |                                | Réceptionneuse-attaquante      |
| 13                          | Mariya Krivoshiyska         | 6 septembre 2001            | 186                            | 58                             | Centrale                       |
| 15                          | Flore Evrard                | 8 juillet 1997              | 180                            | 58                             | Passeuse                       |
| 18                          | Tea Jurić                   | 29 avril 1993               | 185                            | 76                             | Attaquante                     |
| ?                           | Diana Castaño               | 5 avril 1983                | 174                            | 70                             | Libero                         |
| ?                           | Célia Strizzolo             | 9 avril 2001                | 180                            |                                | Réceptionneuse-attaquante      |
|                             |                             |                             |                                |                                |                                |
| Encadrement technique       | Encadrement technique       |                             | Légende                        | Légende                        | Légende                        |
| Entraîneur : Dimitri Piraux | Entraîneur : Dimitri Piraux | Entraîneur : Dimitri Piraux | : Capitaine                    | : Capitaine                    | : Capitaine                    |
| Entraîneur(s) adjoint(s) :  | Entraîneur(s) adjoint(s) :  | Entraîneur(s) adjoint(s) :  | : Joueuse blessée actuellement | : Joueuse blessée actuellement | : Joueuse blessée actuellement |